# Sobočani
Sobočani is een plaats in de gemeente Kloštar Ivanić in de Kroatische provincie Zagreb. De plaats telt 419 inwoners (2001).